# Peter Schwann
Peter Theodor Schwann (ur. 29 marca 1804 w Neuss, zm. 3 maja 1881 w klasztorze Marienthal w Belgii) – niemiecki duchowny, teolog katolicki i filozof, w latach 1833–1850 profesor wydziału filozoficznego i telogicznego w Liceum Hosianum w Braniewie.

## Życiorys

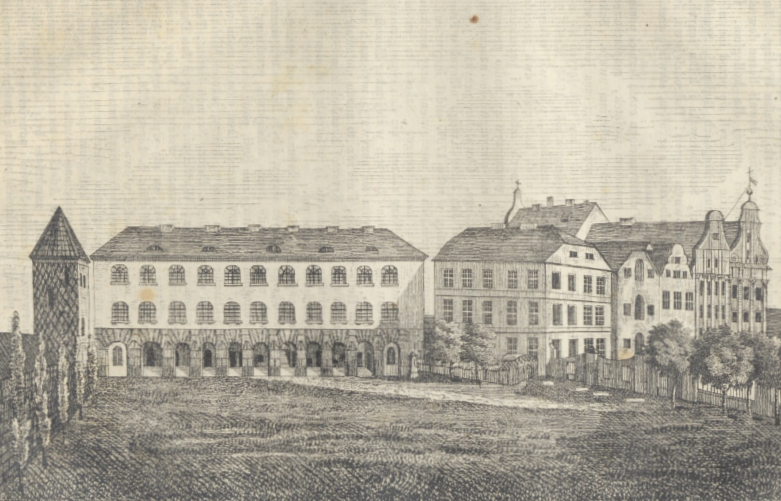
Dziedziniec uczelni w Braniewie, w czasach pracy prof. Schwanna

Peter Schwann urodził się w rodzinie złotnika i wydawcy Leonarda Schwanna (1778–1867, twórca wydawnictwa Schwann’sche Verlagsbuchhandlung) i jego żony Elisabeth z d. Rottels. Peter był starszym bratem światowej sławy biologa Theodora Schwanna (jako pierwsza osoba wyizolował enzym z tkanki zwierzęcej, który nazwał pepsyną). Peter po ukończeniu szkoły elementarnej uczęszczał do progimnazjum école secondaire w Neuss oraz w Marzellengymnasium w Kolonii. Po jego ukończeniu studiował filozofię i teologię na Uniwersytecie w Bonn. 27 września 1827 otrzymał święcenia kapłańskie. Po święceniach rozpoczął pracę jako nauczyciel religii w Marzellengymnasium w Kolonii. W 1833 uzyskał stopień doktora teologii na Uniwersytecie w Monachium i od razu otrzymał angaż w Liceum Hosianum w Braniewie, gdzie borykano się z brakami kadry wykładowców. Początkowo był tam profesorem filozofii. Od roku 1839 powierzono mu wykłady przedmiotów bardziej istotnych dla kandydatów na kapłanów – dogmatyki i teologii moralnej, zaś na wykładowcę filozofii zdecydowano się przyjąć wykładowcę jeszcze bez stopnia naukowego, Maximiliana Trütschela z Królewskiego Katolickiego Gimnazjum w Chełmnie. Peter Schwann otrzymał w 1841 roku propozycję przejścia na wykładowcę na Uniwersytet Wrocławski, jednak jej nie przyjął. Semestr zimowy 1842/1843 spędził w Rzymie (prawdopodobnie prowadząc badania naukowe). Z powodów zdrowotnych (mocny niedosłuch) złożył w 1850 rezygnację z pracy na uczelni. W tym samym roku wyjechał do Kolonii, gdzie zamieszkał u rodziny. W 1857 biskup warmiński Antoni Frenzel mianował go kanonikiem honorowym katedry we Fromborku.

## Publikacje
- Über das unfehlbare Lehramt als dritte Erkenntnisquelle des Christenthums, Neuss 1833,
- Über das unfehlbare Sakrament als 3. Erkenntnisquelle des Christentums, Neuss 1833
- De cognitione, quae dicitur propria et impropria sive analogica, dissertatione, Braniewo 1837
- Rede am Geburtstage Sr. Maj. des Königs Friedrich Wilhelm IV. den 15. Okt. 1840 ... im Lyceum Hosianum
- Disputatio, quam scripsit ... Peter Schwann ad defendendam illam sententiam, in interpretandis iis, quae Moyses narrat de peccato a primis hominibus admisso, sequendam esse fidem verborum, Braniewo 1841
- Qualis mors cogitanda sit secundum doctrinam religionis revelatae, Braniewo 1845
- Commentariolus in Rom. VIII, 28-30 Pars II, Braniewo 1848
- De praedestinatione, Braniewo ok. 1848